# Beržoniškis
Beržoniškis − wieś na Litwie, w okręgu uciańskim, w rejonie oniksztyńskim, w gminie Androniszki. W 2011 roku liczyła 2 mieszkańców.